# Ipso-Substitution
Der Ausdruck ipso-Substitution wird in der organischen Chemie häufig in Verbindung mit einem speziellen Mechanismus der elektrophilen aromatischen Substitution verwendet. Die Bezeichnung „ipso“ (aus dem Lateinischen für „selbst“) soll zum Ausdruck bringen, dass der Substituent X selbst durch das Elektrophil ersetzt wird. Nach IUPAC-Empfehlung sollte der Ausdruck „ipso-Substitution“ jedoch vermieden werden, da es sich um einen Pleonasmus handelt. Die korrekte Bezeichnung eines aromatischen Substitutionsmechanismus beinhaltet elektrostatische Information, Molekularität und Regioselektivität, SEAr2ipso definiert damit den hier behandelten Mechanismus als bimolekulare elektrophile aromatische Substitution unter ipso-Angriff. Ipso-Angriffe können allerdings auch in anderen Substitutionsreaktionen auftauchen. cine- und tele-Angriff sind verwandte Bezeichnungen für andere Substitutionsmuster.

## Substituenten
Bei aromatischen Substitutionen spielen vorhandene Substituenten eine wichtige Rolle für die Reaktivität der Gesamtverbindung. Sie beeinflussen entscheidend eine Zweitsubstitution und bestimmen, an welcher Stelle das Ringsystem bevorzugt weiter substituiert wird. Wenn nun anstelle einer Substitution in Nachbarstellung eines schon vorhandenen Substituenten das angreifende Elektrophil den Erstsubstituenten selbst angreift, spricht man von einer ipso-Substitution. Diese tritt nur dann ein, wenn X eine bessere Abgangsgruppe im Ringsystem darstellt, als ein Proton, das selbst eine ausgezeichnete Abgangsgruppe darstellt.

## Allgemeiner Mechanismus
Der allgemeine Mechanismus einer SEAr2ipso-Reaktion lässt sich folgendermaßen formulieren:

(X = Abgangsgruppe, E^{+} = eintretendes Elektrophil)

Die Wahrscheinlichkeit für einen ipso-Angriff ist umso größer, je mehr der Substituent die Reaktion in eine Position dirigiert, in welcher er selbst als Abgangsgruppe fungieren kann. Silylgruppen sind dafür prädestiniert, da sie die negative Ladung in alpha-Position stabilisieren.
Ein Beispiel für eine ipso-Reaktion ist die Reversibilität der Sulfonierung.

Beispiel einer ipso-Nitrierung

## Nachweis deripso-Zwischenstufe
In einigen Fällen konnte die kationische Zwischenstufe durch Abfangreaktionen isoliert werden. Ein Beispiel hierfür ist die Nitrierung von o-Xylol mit Salpetersäure in Acetanhydrid (MeCO)2O. Hierbei entsteht neben dem Nitryl-Ion auch das Acetat-Anion MeCO2−, welches die entstehende Zwischenstufe angreift und in ein stabiles Additionsprodukt überführt.
Präparativ spielt die ipso-Substitution eine eher untergeordnete Rolle gegenüber der wichtigen ortho-, meta-   und para-Substitution, allerdings ist mit ihr vor allem dann zu rechnen, wenn eine elektrophile Substitution an einem bereits substituierten Aromaten durchgeführt wird.

Abfangen der Zwischenstufe